# Stachyphrynium repens
Stachyphrynium repens är en strimbladsväxtart som först beskrevs av Friedrich August Körnicke, och fick sitt nu gällande namn av Piyakaset Suksathan och Finn Borchsenius. Stachyphrynium repens ingår i släktet Stachyphrynium och familjen strimbladsväxter. Inga underarter finns listade.